# Ḿ
Cette page contient des caractères spéciaux ou non latins. S’ils s’affichent mal (▯, ?, etc.), consultez la page d’aide Unicode.
Ḿ (minuscule : ḿ), ou M accent aigu, est un graphème utilisé dans l’écriture de l’akaselem, du dii, du gokana, du lokpa, du makari, du ntcham, du võro, du yoruba, et des langues yupiks, ou dans plusieurs romanisations comme le pinyin ou le Pe̍h-ōe-jī. Elle a aussi été utilisée dans l’écriture du bas-sorabe. Il s'agit de la lettre M diacritée d'un accent aigu.

## Utilisation
Dans la transcription du cantonais utilisant la romanisation Yale, m accent aigu est utilisé  pour transcrire une consonne nasale bilabiale voisée syllabique avec un ton médian montant [m˧˥] ou un ton montant légèrement [m˩˧] lorsqu’il est suivi d’un h, par exemple dans ‹ ḿh ›, variante de ‹ nǵh › [ŋ˩˧], « cinq », chez certains locuteurs.

## Représentations informatiques
Le M accent aigu peut être représenté avec les caractères Unicode suivants :
- précomposé (latin étendu additionnel)

| formes    | représentations | chaînes de caractères | points de code | descriptions                          |
| --------- | --------------- | --------------------- | -------------- | ------------------------------------- |
| majuscule | Ḿ               | Ḿ                     | U+1E3E         | lettre majuscule latine m accent aigu |
| minuscule | ḿ               | ḿ                     | U+1E3F         | lettre minuscule latine m accent aigu |

- décomposé (latin de base, diacritiques) :

| formes    | représentations | chaînes de caractères | points de code | descriptions                                      |
| --------- | --------------- | --------------------- | -------------- | ------------------------------------------------- |
| majuscule | Ḿ               | M◌́                    | U+004D U+0301  | lettre majuscule latine m diacritique accent aigu |
| minuscule | ḿ               | m◌́                    | U+006D U+0301  | lettre minuscule latine m diacritique accent aigu |